# ریستو پوستینن
ریستو پوستینن (فنلاندی: Risto Puustinen؛ زادهٔ ۲۸ سپتامبر ۱۹۵۹) بازیکن فوتبال اهل فنلاند است.
از باشگاه‌هایی که در آن بازی کرده‌است می‌توان به باشگاه فوتبال هلسینکی اشاره کرد.
وی همچنین در تیم ملی فوتبال فنلاند بازی کرده‌است.